# ۱۳۵۹ (قمری)
۱۳۵۹ (قمری)، هزار و سیصد و پنجاه و نهمین سال در گاهشماری هجری قمری است. اول محرم این سال برابر با دهم فوریه سال ۱۹۴۰ میلادی است.